# Capilla de Cella
Capilla de Cella ist eine Ortschaft in Uruguay.

## Geographie
Capilla de Cella befindet sich auf dem Gebiet des Departamento Canelones in dessen Sektor 8. Der Ort liegt wenige Kilometer nördlich des Arroyo Tío Diego und der weiter südlich gelegenen Ortschaft Piedras de Afilar. In wenigen Kilometern südwestlicher Richtung findet sich der Cerro Piedras de Afilar.

## Infrastruktur
In Capilla de Cella treffen die Ruta 9 und die Ruta 70 aufeinander.

## Einwohner
Die Einwohnerzahl von Capilla de Cella beträgt 119.(Stand: 2011)
| Jahr | Einwohner |
| ---- | --------- |
| 1963 | 45        |
| 1975 | 79        |
| 1985 | 79        |
| 1996 | 91        |
| 2004 | 117       |
| 2011 | 119       |

Quelle: Instituto Nacional de Estadística de Uruguay